# Tom Lancashire

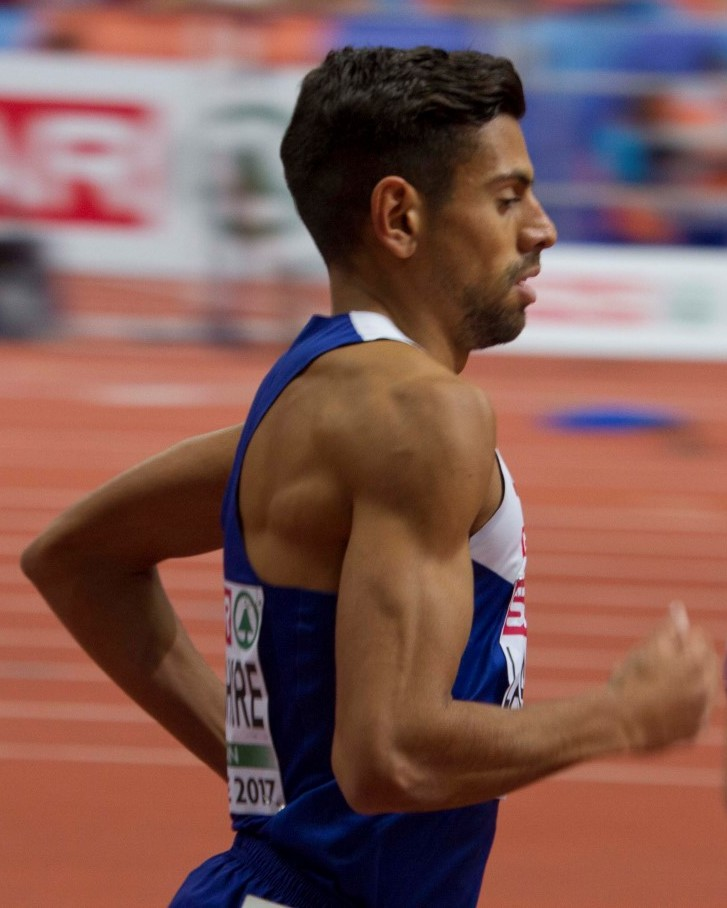
Tom Lancashire

Thomas Lancashire, född den 2 juli 1985 i Bolton, är en brittisk friidrottare som tävlar i medeldistanslöpning.
Lancashire slog igenom med att bli silvermedaljör vid EM för juniorer 2003 på 1 500 meter. Han var även i final vid VM för juniorer 2005 och slutade då sexa på tiden 3.43,31.
Under 2008 vann han Golden Leaguetävlingen i Oslo och samma år deltog han vid Olympiska sommarspelen 2008. Emellertid blev han utslagen redan i försöken.

## Personliga rekord
- 800 meter - 1.45,76
- 1 500 meter - 3.35,33